# Bovillae

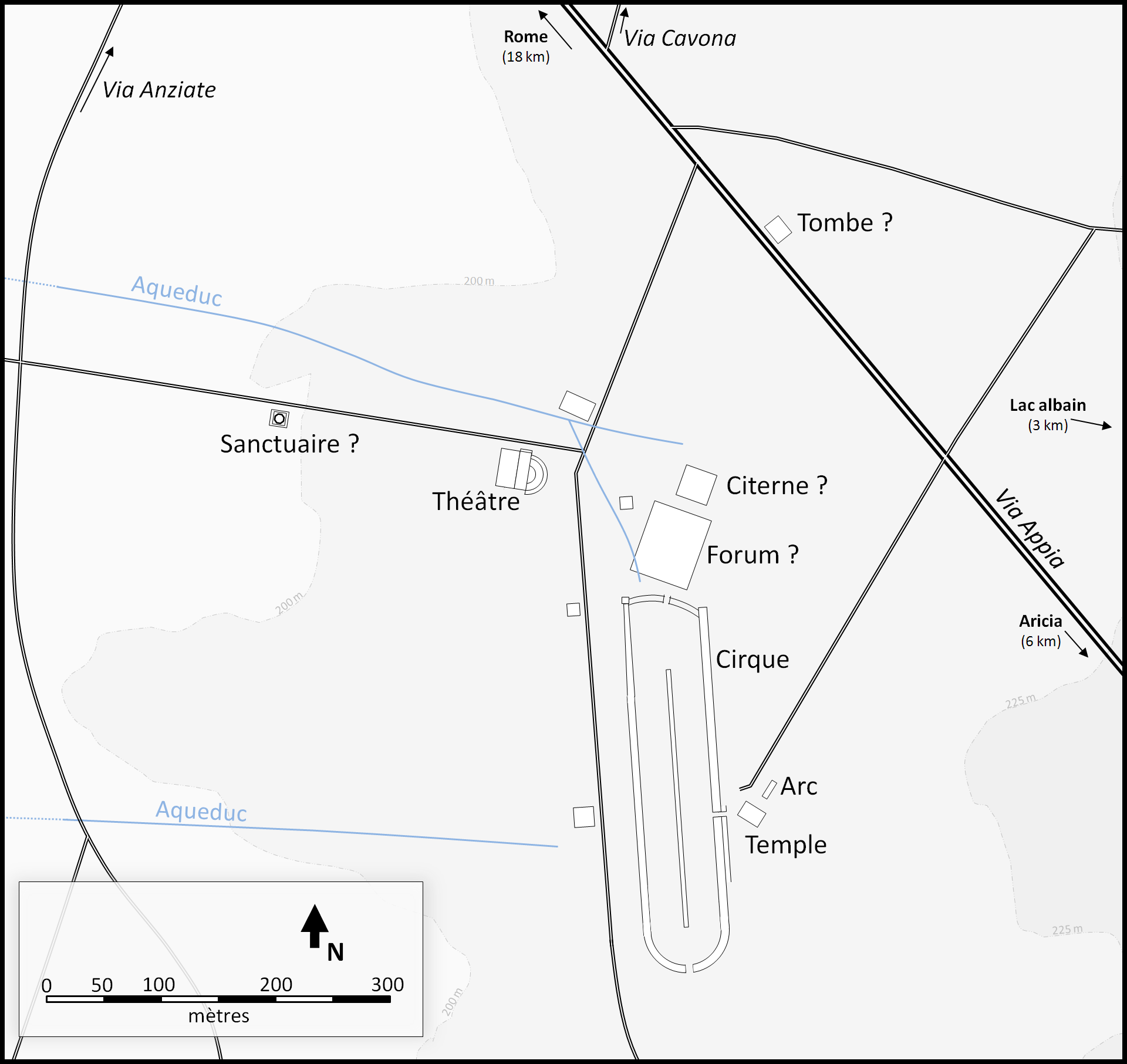
Plan von Bovillae

Bovillae (altgriechisch Βοΐλλαι Boḯllai) war eine antike Stadt 11 Meilen oder 18 Kilometer südöstlich von Rom in Latium. Die Ruinen der Stadt befinden sich auf dem Gemeindegebiet der modernen Stadt Marino bei der Fraktion Frattocchie. Der Name der Stadt wurde der antiken Volksetymologie zufolge von einem entlaufenen Stier (lateinisch bos, bovis) oder dessen Eingeweiden hergeleitet.

## Geschichte
Bovillae galt als eine von Alba Longa aus gegründete Kolonie. Dionysios von Halikarnassos zählt es zu den dreißig Städten des latinischen Bundes und laut Cicero nahmen die Bovillani an den Bundesfesten, den feriae Latinae, für Jupiter Latiaris auf dem mons Albanus teil.
In republikanischer Zeit galt Bovillae als Ort, an dem die Heiligtümer aus dem angeblich 665 v. Chr. von Tullus Hostilius zerstörten Alba Longa aufbewahrt wurden. Hierzu zählte insbesondere das sacrarium der gens Iulia, der Gaius Iulius Caesar und Kaiser Augustus entstammten, von dem eine dem Gott Veiovis geweihte Altarinschrift aus Bovillae erhalten ist. Tiberius, der Adoptivsohn des Augustus, ließ es im Jahr 16 n. Chr. wiederherstellen. Das Priesterkollegium für den vergöttlichten Augustus, die sodales Augustales, hatte in der Stadt sein Amtslokal. Ihrer Verbindung zu Alba Longa bewusst, nannten sich die Einwohner der Stadt in Inschriften mehrfach Albani Longani Bovillenses.
Die Legenden der Frühzeit Roms lassen Gnaeus Marcius Coriolanus die Stadt im Jahr 489 v. Chr. erstürmen und über Bovillae triumphieren.
Laut dem liber coloniarum wurde die Stadt aufgrund eines Gesetzes Sullas mit einer Mauer umgeben und Veteranen wurden angesiedelt. Bei Bovillae fand 52 v. Chr. die pugna Bovillana, der Kampf zwischen den Anhängern des Titus Annius Milo und jenen des Publius Clodius Pulcher, statt, bei denen Clodius den Tod fand. In der römischen Kaiserzeit war die Stadt Municipium und einer der beliebten Vororte im Umland Roms mit einer ausgeprägten Villenlandschaft.
Zu erreichen war die Stadt über die Via Appia, die im Jahr 293 v. Chr. bis Bovillae als gepflasterte Straße ausgebaut worden war. An der Via Appia verzeichnet auch die Tabula Peutingeriana den Bobellas genannten Ort, während das Itinerarium Antonini ihn nicht erwähnt.

## Entdeckungsgeschichte
Die Entdeckungsgeschichte der Stadt, deren Ruinen durch die Jahrhunderte erhalten blieben, setzte bereits im 16. Jahrhundert ein. Onofrio Panvinio hatte die Reste des Circus von Bovillae inter Appiam, & Ardeatinam uias beschrieben, ohne den zugehörigen Ort identifiziert zu haben. Die Inschriften der Albani Longani Bovillenses wurden erstmals im 16. und 17. Jahrhundert publiziert. Lukas Holste war der erste, der in den Ruinen von Li Fratocchi das antike Bovillae erkannte.
Die systematische Erforschung setzte insbesondere mit Giuseppe Tambroni (1773–1824) ein, der auf Einladung Vincenzo Colonnas (1787–1867) das im Besitz der Colonna befindliche Gebiet Anfang der 1820er Jahre untersuchte. Zwischen 1849 und 1853 führte Luigi Canina im Auftrag Papst Pius IX. ausgedehnte Untersuchungen an der Via Appia durch, die die Ruinen von Bovillae einschlossen. Im Verlauf des 19. Jahrhunderts wurden die meisten Ruinen der Stadt zerstört. Giuseppe Tomassetti (1848–1911) unternahm Ende des Jahrhunderts den Versuch, sämtliches Inschriftenmaterial, die noch zugänglichen Hinterlassenschaften und Dokumentationen neu zu sichten.